# Heinrich Lummer

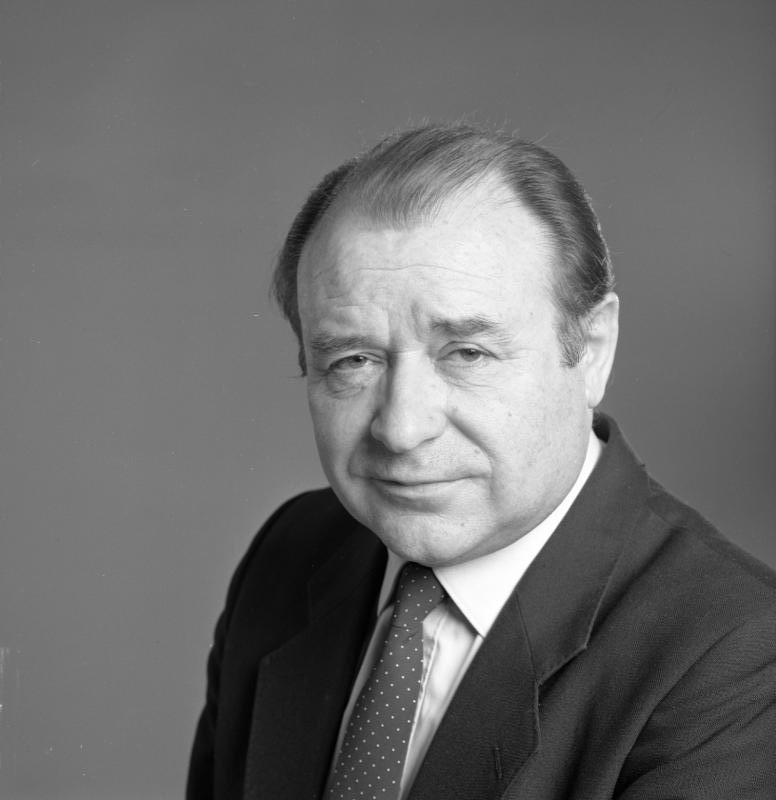
Heinrich Lummer (1989)

Heinrich Jodokus Lummer (* 21. November 1932 in Essen; † 15. Juni 2019 in Berlin) war ein deutscher Politiker (CDU). Er war von 1980 bis 1981 Präsident des Abgeordnetenhauses von Berlin und im Anschluss bis 1986 Senator für Inneres und Bürgermeister des Landes Berlin.

## Früher Werdegang
Von 1939 bis 1948 besuchte Lummer eine Volksschule und absolvierte im Anschluss bis 1952 die Facharbeiterausbildung zum Elektromechaniker. Nach seiner Lehre war er weiter im Beruf tätig und besuchte parallel von 1952 bis 1957 das Abendgymnasium in Dortmund, an dem er schließlich das Abitur erlangte.
Obwohl er sich zunächst für Theologie begeisterte, studierte er ab 1957 an der Freien Universität Berlin Politische Wissenschaft, Philosophie und Rechtswissenschaft und legte 1961 am Otto-Suhr-Institut die Diplomprüfung als Politikwissenschaftler ab.
Neben dem Studium in Berlin engagierte sich Lummer, als Vertreter des Rings Christlich-Demokratischer Studenten, auch im Allgemeinen Studentenausschuss, (AStA) dessen Vorsitzender er von 1960 bis 1961 war.
Nach dem Examen war er von 1962 bis 1964 als Assistent am Otto-Suhr-Institut für Politikwissenschaft tätig. Im Auftrag des Bundesnachrichtendienstes befragte er in diesem Zeitraum auch Übersiedler aus der DDR.
1964 übernahm er die Leitung des Besucherdienstes im Bundeshaus in Berlin.
Ende der 1990er Jahre studierte Lummer als Gasthörer Kunstgeschichte in Berlin.

## Politik
Heinrich Lummer trat 1953 in die CDU ein und wurde 1965 Geschäftsführer der CDU-Fraktion im Berliner Abgeordnetenhaus. Neben seiner CDU-Mitgliedschaft gehörte er viele Jahre auch dem Verein Die Deutschen Konservativen an, dessen Ehrenpräsident er seit 1998 war.
Ab 1977 war er für mehrere Jahre Mitglied im Bundesfachausschuss Außenpolitik der CDU Deutschlands.
Innerhalb der CDU Berlin hatte Lummer verschiedene Parteiämter im ehemaligen Kreisverband Zehlendorf inne und gehörte zuletzt dem fusionierten Kreisverband Steglitz-Zehlendorf an. Zwischen 1987 und 1989 war Lummer auch stellvertretender Landesvorsitzender der CDU Berlin.

### Mitglied des Abgeordnetenhauses von Berlin (1967–1987)

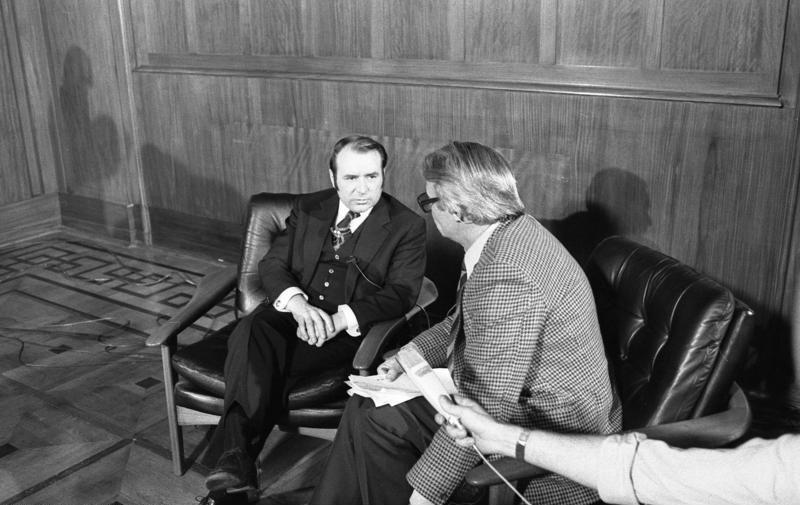
Heinrich Lummer im Interview (1975)

Im März 1967 zog Lummer erstmals in das Abgeordnetenhaus ein und übernahm bereits im April 1969 von Franz Amrehn den Vorsitz der CDU-Fraktion und wurde somit zugleich Oppositionsführer im Parlament.
Dieses Amt übte er durchgängig bis 1980 aus und ist bis heute in der CDU Berlin der Fraktionsvorsitzende mit der längsten Amtszeit.
Als Nachfolger von Peter Lorenz wurde Lummer im Dezember 1980 Präsident des Berliner Abgeordnetenhauses. Wegen seiner bevorstehenden Berufung zum Senator trat er bereits am 1. Juni 1981 wieder zurück. Ihm folgte Peter Rebsch als Parlamentspräsident nach.
Dem Abgeordnetenhaus gehörte Lummer noch bis 1987 an.

### Innensenator von Berlin (1981–1986)
Nachdem der Regierende Bürgermeister Dietrich Stobbe (SPD) 1981 wegen der Garski-Affäre zurückgetreten war, wurde zunächst der bisherige Bundesjustizminister Hans-Jochen Vogel (SPD) zum neuen Regierungschef gewählt, zugleich aber Neuwahlen für Mai 1981 festgelegt, aus der eine Minderheitsregierung der CDU hervorging, die am 11. Juni 1981 vereidigt wurde. Diese Wahl gilt bis heute als entscheidend, weil erstmals ein SPD-Senat aus der Regierungsverantwortung abgewählt wurde.
Im Senat Weizsäcker wurde Lummer vom neuen Regierenden Bürgermeister Richard von Weizsäcker, in der Nachfolge Frank Dahrendorfs, zum Senator für Inneres berufen. Zugleich übernahm er das Amt des Bürgermeisters und somit des stellvertretenden Regierungschefs. 1984 erklärte Weizsäcker, der für das Amt des Bundespräsidenten vorgeschlagen wurde, seinen Rücktritt. Im neuen Senat Diepgen I unter dem Regierenden Bürgermeister Eberhard Diepgen, der am 9. Februar 1984 vereidigt wurde, verblieb Lummer in seinen Ämtern als Innensenator und Bürgermeister.
Nach dem Berliner Bauskandal um den Baustadtrat von Berlin-Charlottenburg, Wolfgang Antes, traten Lummer sowie Bausenator Klaus Franke (am 7. April 1986) und Umweltsenator Horst Vetter (am 8. April 1986) von ihren Ämtern zurück und wurden auch bei einer Kabinettsumbildung nicht mehr berücksichtigt.
Lummers Nachfolger wurde Wilhelm Kewenig, der dem Senat bis dahin als Wissenschaftssenator angehörte.

### Mitglied des Deutschen Bundestages (1987–1998)
1987 wurde Lummer erstmals als Berliner Abgeordneter in den Deutschen Bundestag gewählt, welchem er durchgängig bis 1998 angehörte.
Bei den Wahlen 1990 zog er über die Landesliste der CDU Berlin ein, 1994 wurde er mit 43,3 % der Stimmen direkt gewählter Abgeordneter des Wahlkreises Berlin-Spandau. In der 13. Legislaturperiode war er Mitglied im Postausschuss sowie stellvertretendes Mitglied im Ausschuss für Arbeit und Sozialordnung.
Mit den Wahlen 1998 schied er aus dem Bundestag aus, nachdem er bereits 1996 seinen Verzicht auf eine erneute Kandidatur erklärt hatte.

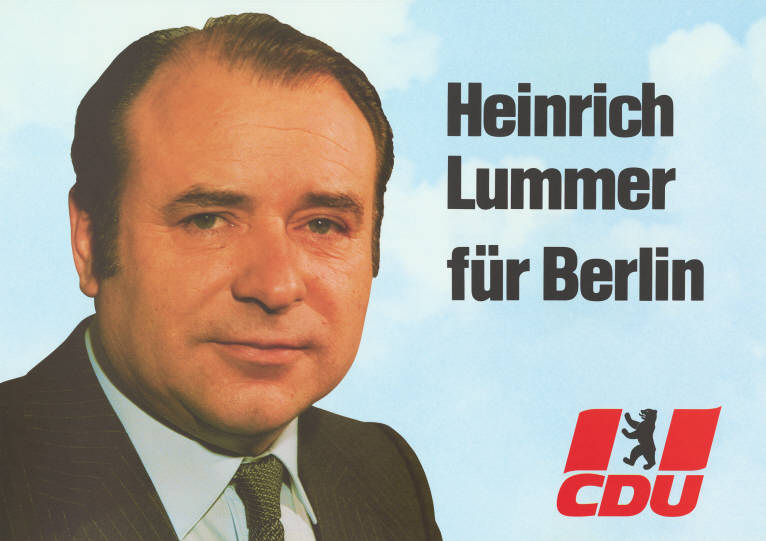
Heinrich Lummer auf einem Wahlplakat zur Bundestagswahl 1990.

## Weiteres Engagement
Seit 1969 war Heinrich Lummer stellvertretender Vorsitzender des Landeskuratoriums Berlin des Kuratoriums Unteilbares Deutschland. Von 1971 bis 1980 war er zudem Vorsitzender des Deutschen Politologen-Verbandes und bereits seit 1973 für acht Jahre Mitglied des Rundfunkrates des Senders Freies Berlin.
1989, nachdem die Partei Die Republikaner erstmals in das Berliner Abgeordnetenhaus gewählt wurden, übernahm Lummer die Nachfolger von Lothar Bossle als Präsident des Instituts für Demokratieforschung in Würzburg.
Im Dezember 1992 gehörte er zu den Gründern der früheren CDU/CSU-Gruppe Christlich-Konservatives Deutschland-Forum.
Ende der 1990er Jahre moderierte Lummer bei dem Regionalsender TV.Berlin zeitweise eine Fernsehsendung mit dem Titel Auf den Punkt Berlin. In einer der Sendungen wurde er dabei von dem Komiker Hape Kerkeling hereingelegt. Dieser schlich sich für seine Sat.1-Reihe Darüber lacht die Welt, in der Rolle eines erbosten Kleingärtners, in Lummers Talksendung und stellte die Geduld des Moderators auf eine harte Probe.
Zuletzt war Lummer bis 2005 Vorsitzender des gemeinnützigen Vereins Robert-Tillmanns-Haus.

## Kontroversen
Lummer war Befürworter einer „Vierten Partei“; entsprechende öffentliche Äußerungen wurden 1979 vom CDU-Spitzenkandidaten für das Amt des Regierenden Bürgermeisters, Richard von Weizsäcker, kurz nach dessen Kandidatur unterbunden.
Während seiner Amtszeit als Innensenator kam am 22. September 1981 der Hausbesetzer Klaus-Jürgen Rattay zu Tode. Der Vorfall entwickelte sich zum Politikum, da Lummer zuvor angekündigt hatte, härter gegen die Berliner Hausbesetzerszene vorgehen zu wollen und zeitgleich zum Tod Rattays in dem kurz zuvor geräumten Haus Bülowstraße 89 eine Pressekonferenz gab. Demonstranten vor dem Haus in der Bülowstraße – darunter Rattay – waren durch einen Schlagstockeinsatz auf die stark befahrene Potsdamer Straße abgedrängt worden.
1989 wurde bekannt, dass sich der Bundesnachrichtendienst lange Zeit durch Lummer als Innensenator zuarbeiten ließ, obwohl Parlamentarier nicht als nachrichtendienstliche Verbindungen geführt werden sollen (BT-Drs. 13/4374).
In den 1990er Jahren besuchte Lummer den PKK-Führer Abdullah Öcalan und hielt regelmäßigen Kontakt zu ihm.
Am 1. Mai 1999 schrieb Lummer im Ostpreußenblatt, Stalin und die US-Regierung (Earnest Hooton) hätten die Auslöschung des deutschen Volkes durch erzwungene Einwanderung fremder Völker geplant. Auch die türkische Einwanderung nach Deutschland sei in diesem Kontext zu verstehen.
1994 unterzeichnete Lummer den „Berliner Appell“, in dem vor dem Wiedererstarken des Sozialismus gewarnt wird. 2001 war er Mitunterzeichner eines weiteren Appells; dieser richtete sich gegen die Entlassung des rechtsextremen Oberleutnants der Reserve, Götz Kubitschek, aus der Bundeswehr. 2006 unterzeichnete er den „Appell für die Pressefreiheit“ der Wochenzeitung Junge Freiheit gegen deren Ausschluss von der Leipziger Buchmesse.

### Kontakte zum Rechtsextremismus
Der Spiegel berichtete 1989, Lummer habe 1971 einer rechtsradikalen Gruppierung 2000 DM gezahlt, damit sie Wahlplakate der SPD überklebte.
1999 erschien im rechtsextremen Hohenrain-Verlag sein Buch Deutschland soll deutsch bleiben: kein Einwanderungsland, kein Doppelpaß, kein Bodenrecht. In diesem Buch warnte Lummer vor einer „Überfremdung“ Deutschlands und sprach sich für eine „Erhaltung des deutschen Volkes und der deutschen Kultur“ aus. Dort verwendete er auch den umstrittenen Begriff „Holocaust-Industrie“.
Als Ehrenpräsident der als rechtsextrem eingestuften Vereinigung „Die Deutschen Konservativen e. V.“ schrieb Lummer regelmäßig für deren Konservative Zeitung. Außerdem war Lummer zeitweise Autor der neurechten Wochenzeitung Junge Freiheit und trat als Referent für die dem Rechtsextremismus zugeordnete, pflichtschlagende Burschenschaft Danubia München auf.

### Antisemitismus
Am 8. November 1997 sprach sich Lummer im Ostpreußenblatt gegen die Einwanderung russischer Juden nach Deutschland aus. Sie sei angesichts von 4 Millionen Arbeitslosen nicht zu verkraften; zudem sei nicht auszuschließen, dass Russen sich fälschlicherweise als Juden ausgeben würden, um einwandern zu dürfen. Außerdem ordne Deutschland seine Haltung bei den Vereinten Nationen den Interessen Israels unter.
Im November 1998 wurde Heinrich Lummer die Einreise nach Israel verweigert. Das Flugzeug mit 33 Personen an Bord wurde auf dem Weg nach Tel Aviv über Istanbul umgeleitet, wo die Gruppe von Bord ging.
Am 10. September 1999 suggerierte Lummer in der Jungen Freiheit, dass die „amerikanische Ostküste“ Deutschland zur Errichtung des Holocaust-Mahnmals zwinge.
Am 26. Mai 2000 suggerierte Lummer in der Jungen Freiheit, dass die NS-Zwangsarbeit nicht „so schrecklich und so gering bezahlt war“, denn andernfalls hätten die ehemaligen Zwangsarbeiter schon früher Schadensersatzforderungen gestellt. Die amerikanischen Juden hätten das Thema erst lange nach Kriegsende für sich entdeckt, um ihre eigene Identität zu stärken.
Im November 2003 forderte Lummer mit weiteren CDU-Politikern in einer Unterschriftenkampagne „Kritische Solidarität mit Martin Hohmann“ nach dessen als antisemitisch kritisierter Rede zum Tag der Deutschen Einheit.

### Versuchte Anwerbung durch das Ministerium für Staatssicherheit
Durch regelmäßige Besuche eines Lokals in Ost-Berlin, wo er mit den Gästen politische Gespräche führte, fiel Lummer 1973 dem Ministerium für Staatssicherheit der DDR auf. Es setzte von 1974 bis 1981 eine inoffizielle Mitarbeiterin (IM) unter dem Decknamen „Susanne Rau“ auf Lummer an, die zu ihm intime Beziehungen aufnahm. Mit dieser Frau und dem Einsatz eines weiteren IM schöpfte das MfS Lummer ab und versuchte später, ihn mit Hilfe der während der Beziehung entstandenen Fotos für eine Zusammenarbeit zu erpressen. Diese Versuche scheiterten jedoch an Lummer. Das MfS stellte sie ein, als es 1982 durch Abhörmaßnahmen erfuhr, dass Lummer den Regierenden Bürgermeister Richard von Weizsäcker und das Berliner Landesamt für Verfassungsschutz von den Anwerbeversuchen unterrichtet hatte. Weizsäcker beließ Lummer im Amt. Als sich 1986 Lummers Rücktritt abzeichnete, nahm das MfS erneut erpresserisch Kontakt zu ihm auf. Weizsäcker erreichte auf diplomatischem Weg, dass das MfS die Anwerbeversuche auf sowjetischen Wunsch beendete.

## Persönliches

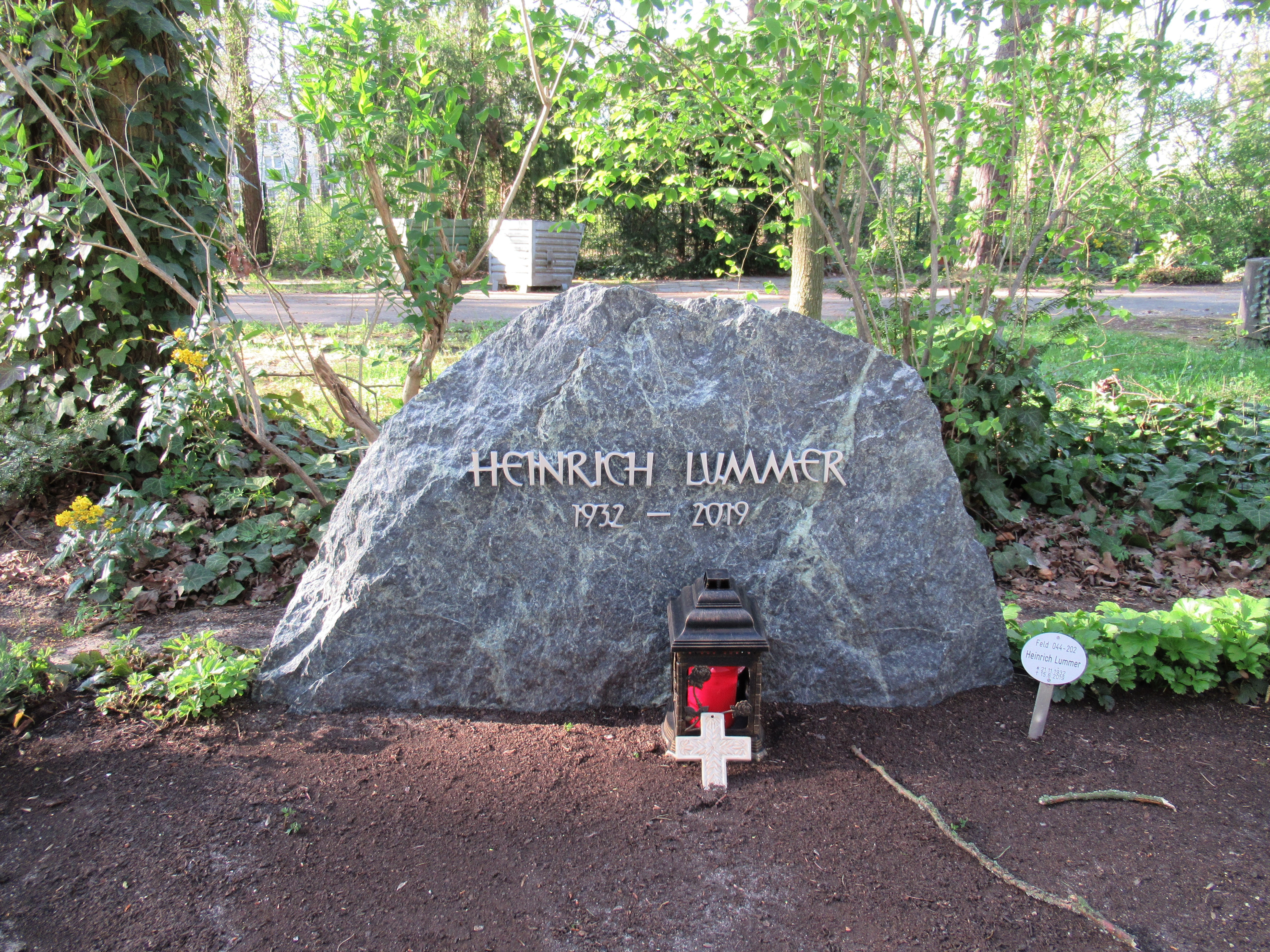
Heinrich Lummers Grab auf dem Waldfriedhof Zehlendorf

Lummer war verheiratet, hatte eine Tochter und zwei Söhne und lebte im Berliner Bezirk Steglitz-Zehlendorf. Lummer war römisch-katholisch.
Nach einem Schlaganfall zog er sich 2003 aus der Öffentlichkeit zurück. Seinen Lebensabend verbrachte er in einer Pflegeeinrichtung im Ortsteil Zehlendorf. Er starb im Juni 2019 im Alter von 86 Jahren. Er ruht auf dem Waldfriedhof Zehlendorf (Feld 044).

## Ehrungen
- Präsidentenbüste im Abgeordnetenhaus von Berlin (2009)[27]

## Veröffentlichungen (Auswahl)
- Standpunkte eines Konservativen. Sinus Verlag, 1987.
- Asyl. Ein mißbrauchtes Recht. Ullstein-Report, 1992.
- Deutschland soll deutsch bleiben: Kein Einwanderungsland – kein Doppelpaß – kein Bodenrecht. Hohenrain, 1999.
- Das rote Quartett zerbricht. Vorwort von Joachim Siegerist. Kölle Druck, 1999.